# Confederação Brasileira de Rugby League
A Confederação Brasileira de Rugby League é a entidade máxima do Rugby League no Brasil, filiada a International Rugby League. 
O Rugby League iniciou as atividades no Brasil em 2013, mas a Confederação foi fundada apenas em 2019, após inclusive, que o primeiro jogo internacional da Seleção Brasileira de Rugby League, em 2017 no Chile.
A Confederação organiza e gere os Campeonatos Brasileiros, sendo eles a BRL, Campeonato Brasileiro de Rugby League de 13 jogadores da Primeira Divisão, o Brasil 9s, o Campeonato Brasileiro de Rugby League de 9 jogadores, além das Seleções Brasileiras masculina, feminina, de cadeirantes, desenvolvimento e juvenil e os cursos de formação de treinadores e árbitros.

## História
O Rugby League no Brasil teve seus primeiros passos nas transmissões da extinta Sports+ da National Rugby League NRL, o campeonato australiano no final de 2013, tendo grande audiência e que com a dificuldade de ser um canal novo, da tv fechada e dos horários de jogos, que eram nas madrugadas, o Brasil foi o 6o país que mais assistiu a final de 2013.   
A modalidade chegou a ser praticada de forma tímida em Minas Gerais, São Paulo e Espírito Santo.
Com o fim das transmissões, veio também o fim do interesse, que só voltou a acontecer em meados de 2015, graças a vinda da Latin Heat Australia ao Brasil, uma organização australiana que visa a difusão do League na América Latina, capitaneado pelo australiano de origem britânica Robert Burgin.
Em 2016, os atletas brasileiros Hugo e Gilberto Fróes foram convidados a representar o Brasil na Seleção Latina "Latin Heat" no primeiro Latinoamericano de 9s, em Miramar na Argentina, jogando contra Chile, Argentina, Seleção da Província de Buenos Aires e Seleção da Cidade de Buenos Aires.
Em 2017, foi formada a primeira Seleção Brasileira de Rugby League, para jogar o primeiro Latinoamericano de 13s, no Chile, contra as seleções da Argentina, Chile e Colômbia o país acabou ficando em 4o lugar, entretanto, entrou para o ranking da International Rugby League - IRL, se tornou Membro Observador e vive um “boom” de interesse no esporte.
Em 2018, com a fundação da Confederação Brasileira de Rugby League a entidade organiza o maior evento da história da América Latina, o Brasil Rugby League Festival, com 5 eventos simultâneos em 3 dias de jogos, tendo o Brasil sendo campeão invicto no Campeonato Sul-americano Masculino, Masculino "B", Feminino e Juvenil frente aos adversários mais fortes no ranking, Argentina e Colômbia, além de ter realizado o Campeonato Brasileiro de 9s, masculino e feminino, com a presença de árbitros da NRL.
Em 2019, o Brasil se torna Membro Afiliado da International Rugby League - IRL em tempo recorde, em apenas 1 ano de Confederação, o recorde até então era do Chile (3 anos), seguido por Itália (7 anos). O Brasil conquista a inédita classificação para a Copa do Mundo com a Seleção Feminina, tornando-se o primeiro país da América Latina a ir ao torneio, dentre todas categorias. São realizados campeonatos brasileiros de 13s e 9s masculinos e femininos, com equipes de mais de 5 Estados diferentes do Brasil e dobrando a quantidade de clubes inscritos, consolidando o esporte no país.

## Campeonato Latino Americano de 9s de 2016
O Brasil enviou dois representantes com o apoio do Latin Heat para jogar pela Seleção Latina o primeiro Campeonato Latino-americano de Rugby League da história.  
Jogos
- Latin Heat 0 x 20 Província de Buenos Aires Javalis
- Latin Heat 0 x 16 Chile
- Latin Heat 12 x 20 Ciudad de Buenos Aires Mustangs
- Latin Heat 8 x 32 Argentina

## Campeonato Latino Americano de 2017
O Brasil foi convidado para participar do Campeonato Latino Americano no Chile apenas 5 dias antes do evento, dado a desistência da Seleção Mexicana.  
O Brasil assim, não pode escolher os atletas e ter uma preparação como gostaria, tendo um mal desempenho e terminando em 4o, entretanto foi muito importante a participação brasileira no evento, pois o país entrou para o Ranking Mundial em 43 lugar.  
Jogos
- Brasil 8 x 54 Chile
- Brasil 18 x 22 Colômbia

## Brasil Rugby League Festival 2018
Realizando o maior evento da história da América Latina, em três dias de jogos a Confederação realizou 5 eventos simultâneos, sendo eles:

Campeonato Sul Americano de Rugby League 13-a-side Masculino, envolvendo Brasil, Argentina e Colômbia.
Campeonato Sul Americano de Rugby League 13-a-side Feminino, envolvendo Brasil e Argentina.
Campeonato Sul Americano de Rugby League 13-a-side B, envolvendo Brasil e Argentina.
Campeonato Sul Americano de Rugby League 9-a-side Juvenil, envolvendo Brasil e Argentina.
Campeonato Brasileiro de Rugby League 9s Masculino e Feminino, envolvendo 4 equipes masculinas e 2 femininas.
Tendo o Brasil vencido todos os jogos de maneira invicta, o evento realizado na Sede Campestre do Palmeiras teve mais de 20 jogos e a presença de árbitros da NRL.

## Campeonato Sul Americano 2018
Jogo Masculino Principal
- Brasil 54 x 12 Colômbia
- Brasil 22 x 20 Argentina

Jogo Feminino
- Brasil 48 x 00 Argentina

Jogo Masculino "B"
- Brasil 38 x 00 Argentina

Jogo Masculino Juvenil Sub17
- Brasil 32 x 04 Argentina

## Amistosos
Jogos
- Brasil 30 x  14 Peru - Hillier Oval
- Brasil 60 x  00 Uruguai - Hillier Oval
- Brasil 08 x  40 Filipinas - Kensington Oval

## Competições Nacionais
Campeonato Brasileiro de Rugby League 13s "BRL"
Categoria Adulto Masculino
| Ano  | Campeão                     | Vice                        |
| ---- | --------------------------- | --------------------------- |
| 2019 | São José dos Pinhais Urutau | Maringá Hawks               |
| 2020 | COVID-19                    | COVID-19                    |
| 2021 | São Paulo Raiders           | São José dos Pinhais Urutau |

Categoria Adulto Feminino
| Ano  | Campeão    | Vice                  |
| ---- | ---------- | --------------------- |
| 2019 | Remendadas | São Lourenço Roosters |
| 2020 | COVID-19   | COVID-19              |
| 2021 | Melina     | Vitória Rhinos        |

Campeonato Brasileiro de Rugby League Nines "Brasil 9s"
Categoria Adulto Masculino
| Ano  | Campeão           | Vice                        |
| ---- | ----------------- | --------------------------- |
| 2018 | Paraná XIII       | São José dos Pinhais Urutau |
| 2019 | Rio Warriors      | São Lourenço Roosters       |
| 2020 | COVID-19          | COVID-19                    |
| 2021 | São Paulo Raiders | Rio Sharks                  |

Categoria Adulto Feminino
| Ano  | Campeão          | Vice         |
| ---- | ---------------- | ------------ |
| 2018 | Athenas Itanhaém | Tatuapé      |
| 2019 | Athenas Itanhaém | Rio Warriors |
| 2020 | COVID-19         | COVID-19     |
| 2021 | Taubaté          | Goianos      |